# Famille von Beust
La famille von Beust est le nom d'une ancienne famille noble de l'Altmark dont la maison ancestrale est Bust près de Stendal. Il apparaît pour la première fois en 1228 avec Henricus de Bujez, nobilis, avec lequel commence également la lignée principale.

## Histoire
La famille est mentionnée dans des documents de l'Altmark depuis le XIIIe siècle. Elle s'appelle à l'origine von Büste (également de Bujez), du nom de la localité de Büste dans l'arrondissement de Stendal, qui est restée en possession de la famille jusqu'à la fin du XIVe siècle. Par diphtongaison, il devient plus tard le nom de von Beust.
Les chevaliers von Bust partagent un blason avec d'autres familles de l'Altmark, comme entre autres les von Königsmarck, les ministériels d'Havelberg (dont la famille von Rohr, venant de Bavière en 1304, reprend les armoiries rouges et argentées) et peut-être aussi dans une communauté tribale avec les von Möllendorff (éteints).
Dietrich von Beust devient chanoine de Stendal en 1326 et Johannes von Beust évêque d'Havelberg (de) en 1427. Joachim von Beust est conseiller consistorial en électorat de Saxe. De lui est issu le trésorier palatin-bavarois Leopold von Beust, qui reçoit le statut de comte impérial avec un diplôme de 1777. En électorat de Saxe, le statut de comte est reconnu en 1785. D'autres lignées portent depuis la fin du XVIIe siècle le titre de baron, dont l'acquisition n'est toutefois pas prouvée.
Les biens de la famille comprennent Nimritz (env. 1600 à 1945), Zöpen (1776-1819), le château de Liebau (de) (XVIIIe siècle), le château de Brand (de) (1864–1884), Leeskow (1re moitié du XIXe siècle), Neuensalz avec Zobes (XVIIIe siècle), Planitz (1579-1617), Obertheres (depuis 1976).

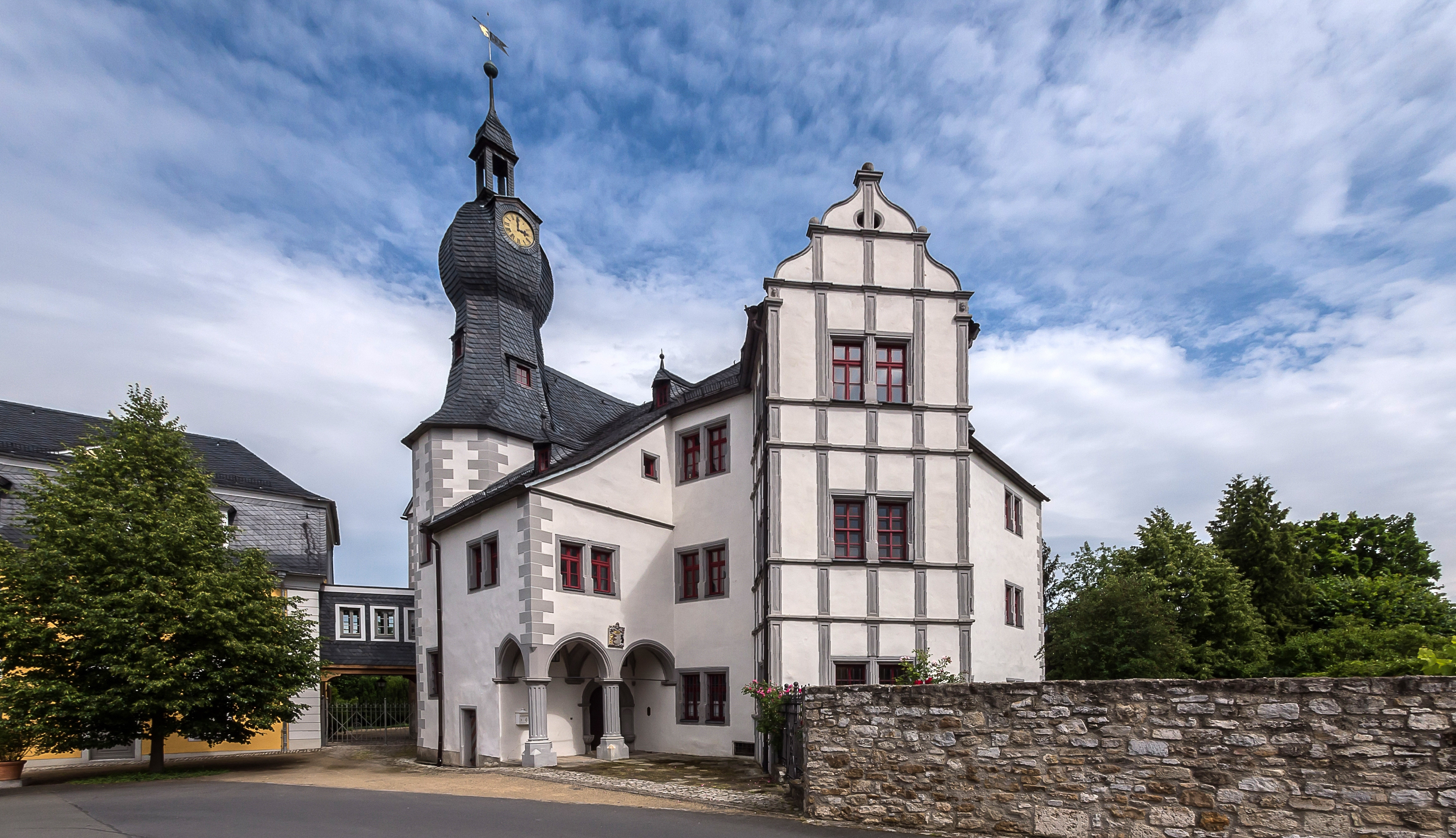
Château de Nimritz (de), Thuringe
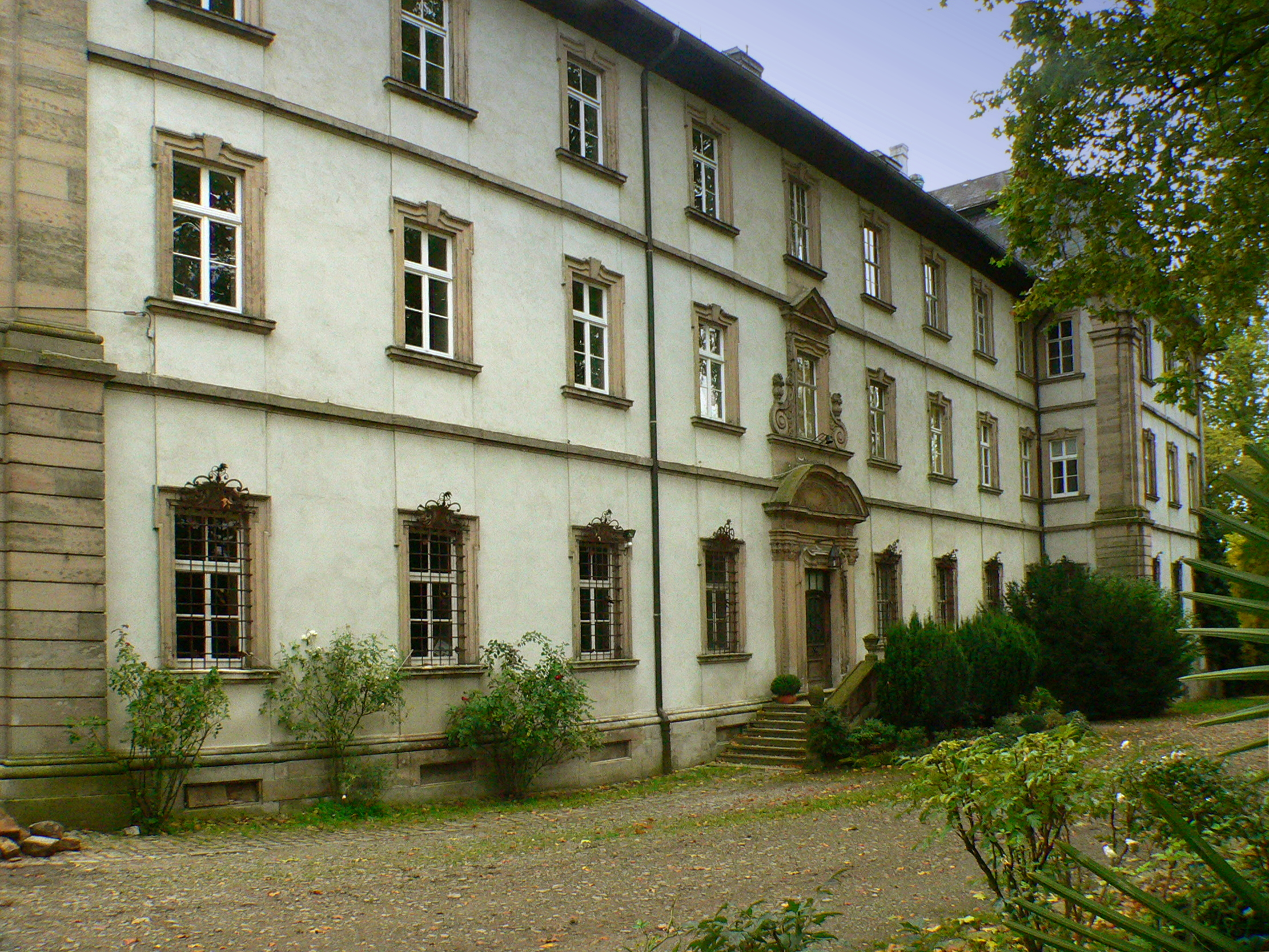
Manoir d'Obertheres, Basse-Franconie

### Ligne badoise
Casimir Liebermann (1702-1763) un fils d'Adam Liebermann von Beust (de) émigre au XVIIIe siècle de la Saxe à la Bohême. Là-bas, il passe de la religion protestante à la religion catholique et achète des biens près d'Eger. Il a quatre fils, l'aîné devient conseiller à la cour d'Asch, le cadet entre au service de la Sardaigne et y meurt comme lieutenant général et gouverneur en Sardaigne. Il passe au service du Wurtemberg et devient forestier en chef après son service militaire, son fils Karl Ludwig Josef (1737-1792) est lieutenant-colonel badois et il est le père de Franz von Beust. La lignée établie dans le grand-duché de Bade se voit reconnaître le statut de baron en 1856. C'est de cette lignée qu'est issue la lignée des comtes de Rhena de la maison de Bade, car ils descendent de Wilhelm baron von Beust (1805–1875), père de l'épouse morganatique du prince Charles de Bade (de) (1832–1906), Rosalie Luise baronne von Beust (1845-1908). Comme celle-ci n'est pas considérée comme digne de son rang en raison de son manque d'appartenance à la haute noblesse, d'autant plus qu'elle a même des ancêtres bourgeois par l'intermédiaire de sa mère Émilie von Beust née Meier (1820-1878), petite-fille du médecin-major général badois Wilhelm Meier (1785-1853) et arrière-petite-fille du conseiller privé de la cour de Bade Emanuel Meier (1746-1817), elle a été élevée au rang de comtesse de Rhena à l'occasion de son mariage. Avec leur fils Frédéric de Rhena (de) (1877-1908), la lignée des comtes de Rhena s'éteint.

## Blason

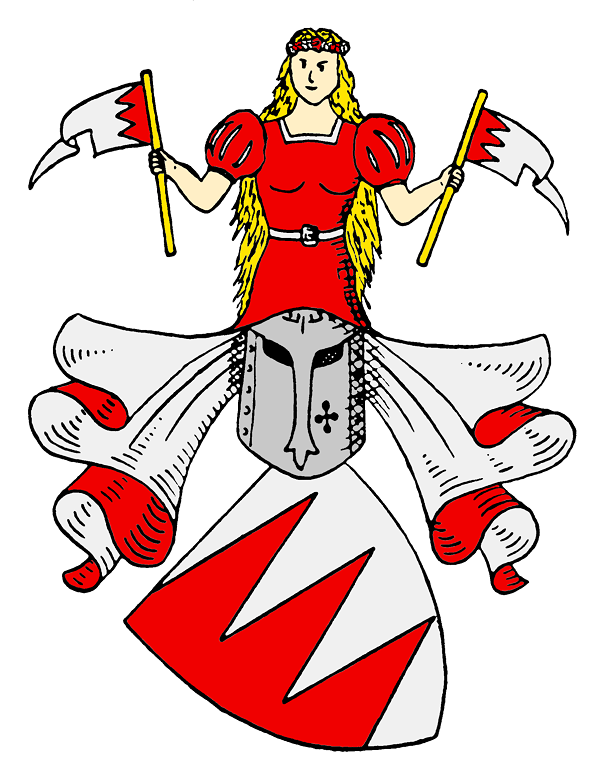
Armoiries de la famille von Beust

Le blason principal est divisé en trois points de rouge et d'argent. Sur le casque se tient une vierge en pleine croissance vêtue de rouge (également rouge et argent) avec une couronne de fleurs ou de perles dans ses cheveux dorés lâches, tenant dans chaque main tendue un drapeau dessiné en biais comme le bouclier. Les lambrequins sont rouge-argenté.[réf. nécessaire]
Outre les Königsmarck, Möllendorff et Havelberg - également originaires de l'ancienne Marche et donc peut-être de la même tribu - les Rohr bavarois, ainsi que les Burckersroda (de), Heßler (de), Laukha (de) et Lukhov thuringeois - de la même tribu - portent les mêmes armoiries à pointe rouge et argent (avec un ornement de casque différent pour chacun).[réf. nécessaire]

## Personnalités

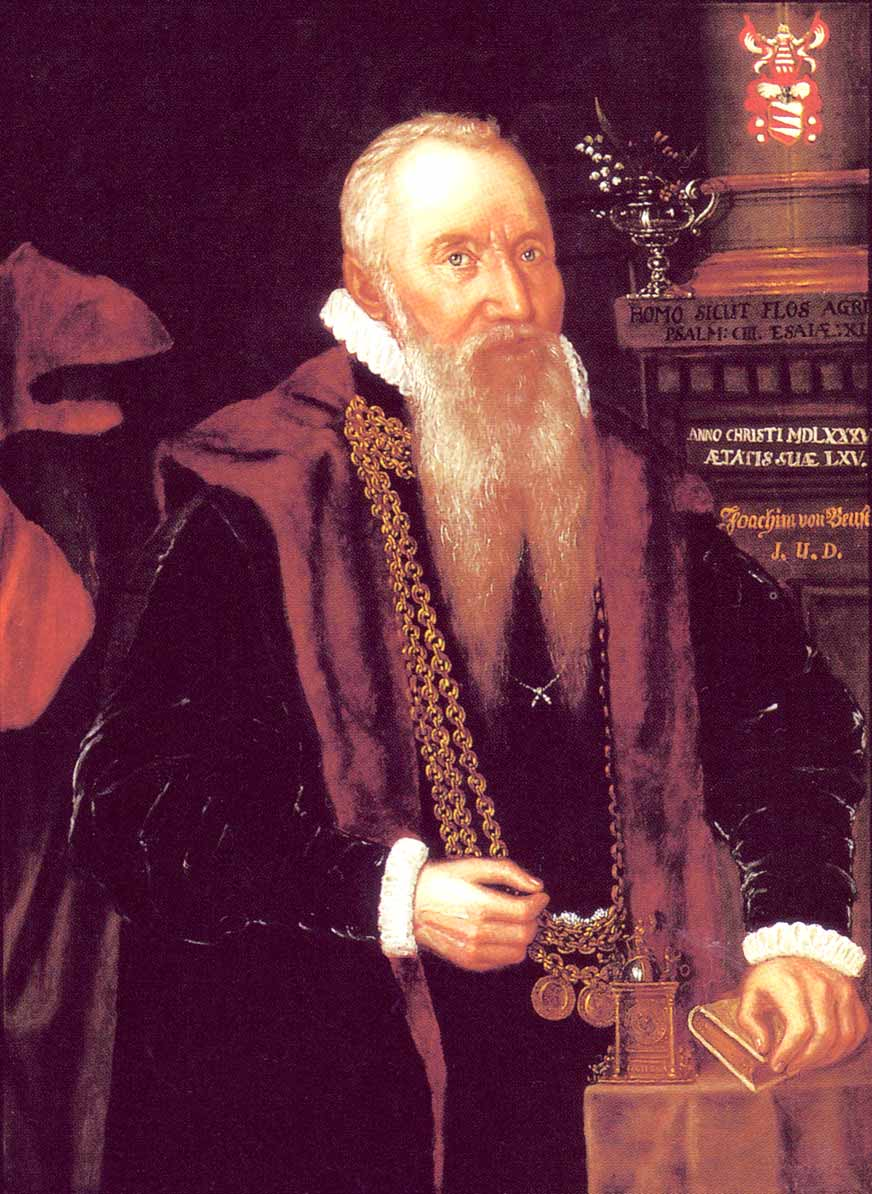
Joachim von Beust auf Planitz (1522-1597), professeur de droit à Wittemberg

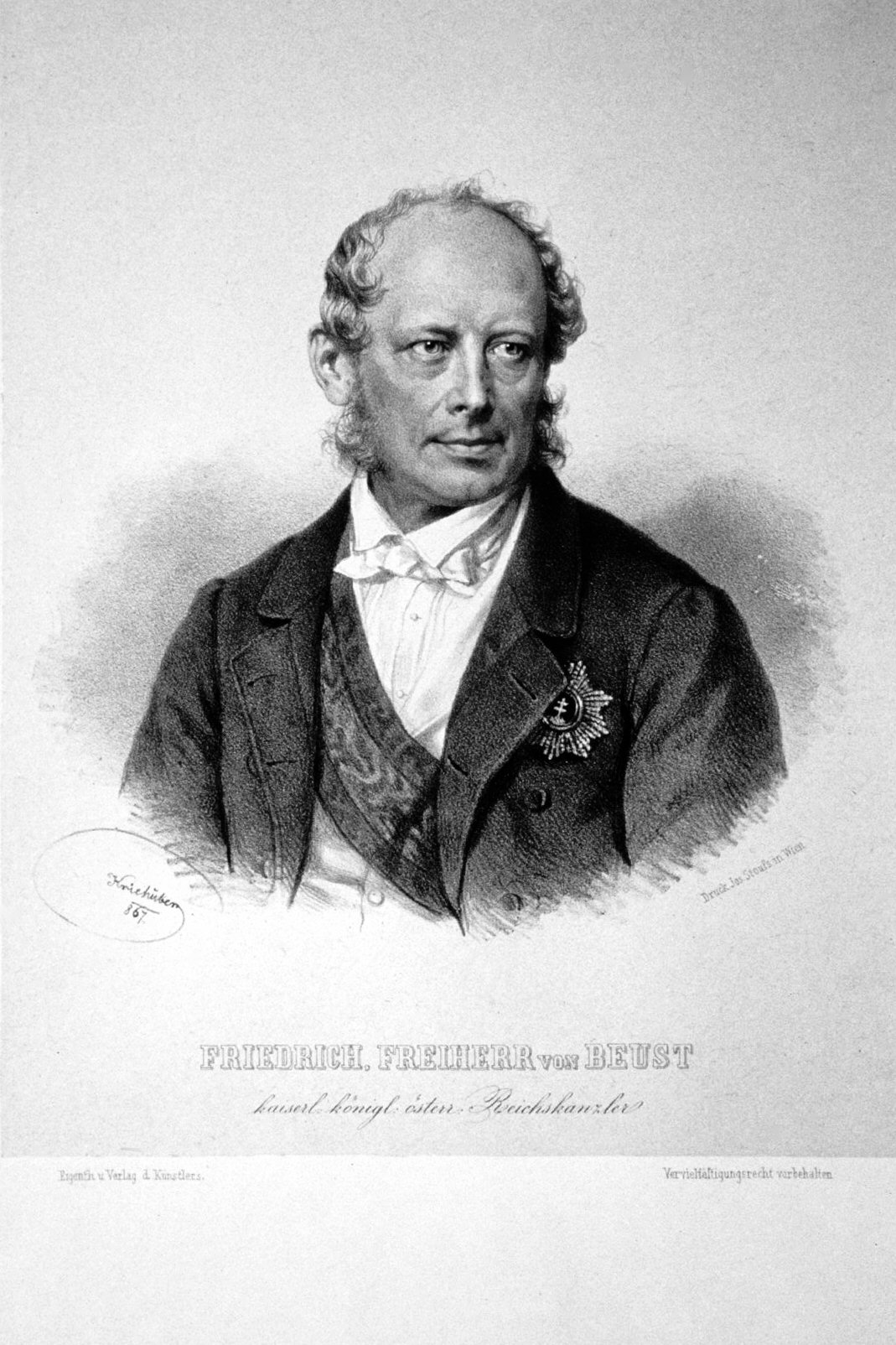
Friedrich Ferdinand comte von Beust (1809–1886), ministre-président et ministre des Affaires étrangères saxon et austro-hongrois

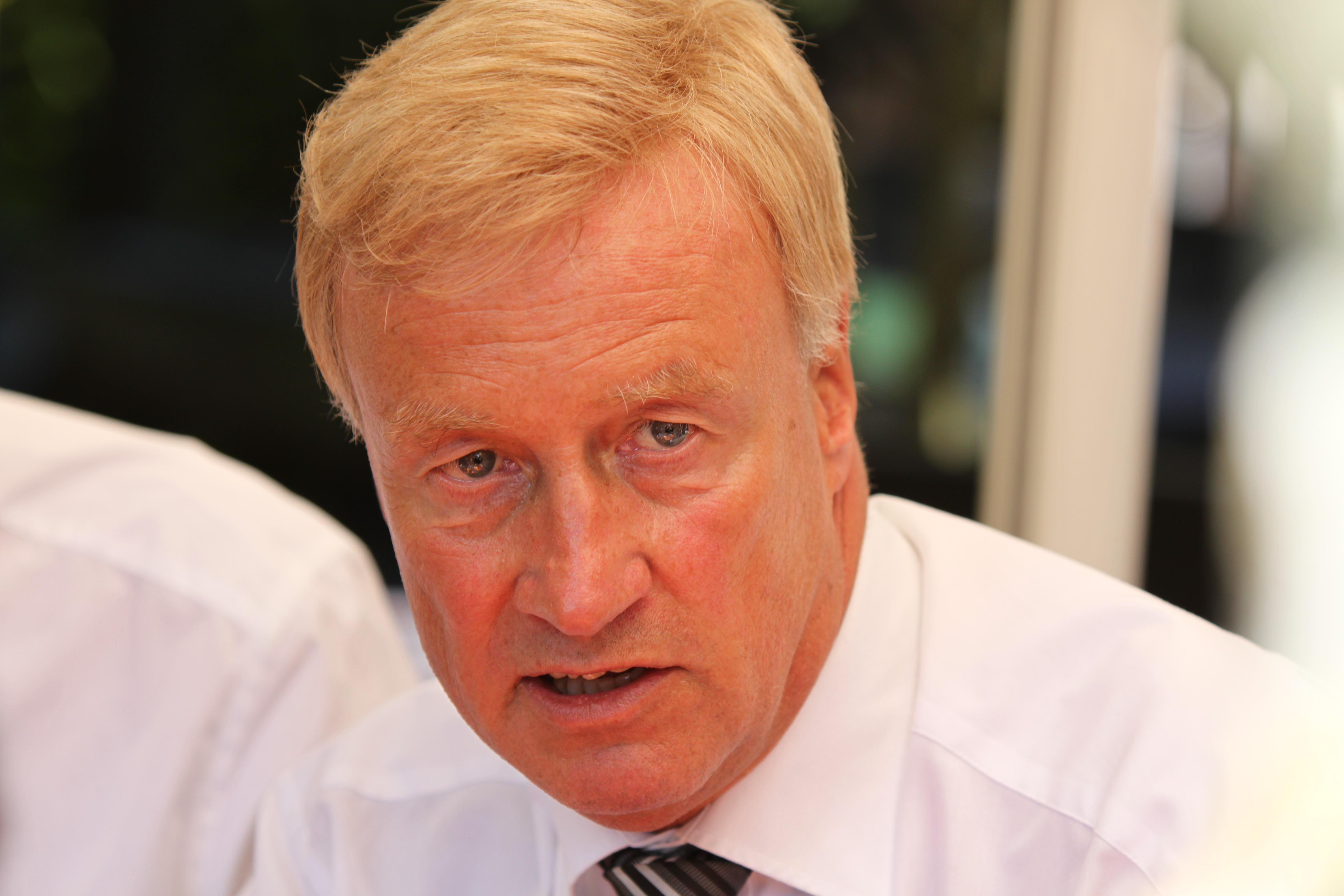
Ole von Beust (né en 1955), maire de Hambourg

- Achim-Helge von Beust (de) (1917–2007), homme politique à Hambourg
- Adam Liebermann von Beust (de) (1650–1706/07), conseiller privé, conseiller de chambre et capitaine d'office
- Bernhard Friedrich von Beust (de) (1651–1715), lieutenant général saxon-polonais
- Carl von Beust (de) (1777-1842), juge
- Carl von Beust (aussi Karl von Beust ; 1809-1860), avocat et historien de l'art
- Carl von Beust (mort en 1874), militaire
- Carl Gustav von Beust (de) (1777-1856), chambellan royal saxon, propriétaire d'un manoir et député de la première chambre du Parlement saxon (de)
- Carl Leopold von Beust (de) (aussi Leopold von Beust ; 1740-1827), homme politique et administrateur saxon
- Ernst August von Beust (de) (1783–1859), capitaine en chef des mines prussien
- Franz von Beust (de) (1776–1858), chambellan et major général badois
- Friedrich von Beust (de) (1813-1889), conseiller privé, chambellan et maréchal de la Cour suprême, lieutenant général et adjudant général, chevalier d'honneur de l'Ordre de Saint-Jean
- Friedrich Constantin von Beust (de) (1806-1891), capitaine en chef des mines saxon
- Friedrich Ferdinand von Beust (1809-1886), diplomate et homme d'État saxon et austro-hongrois
- Friedrich Karl Ludwig von Beust (de) (1817-1899), révolutionnaire badois, pédagogue réformateur à Zurich
- Gertrud Elisabeth von Beust (1850–1936)[2]
- Hans Max Philipp von Beust (de) (1820–1889), directeur de mine
- Heinrich von Beust (de) (1778–1843), gouverneur royal de Saxe et propriétaire des domaines de Neuensalz et de Zobes
- Henning von Beust (de) (1892–1965), juge général allemand
- Hermann von Beust (de) (1815–1884), propriétaire de manoirs et député du parlement de la principauté Reuss branche cadette (de)
- Joachim von Beust (1522–1597), juriste
- Joachim von Beust, propriétaire du manoir d'Obergöltzsch
- Joachim Friedrich von Beust (1697–1771), baron et directeur du sel général de l'électorat palatin
- Johann von Beust (de), évêque d'Havelberg (1427)
- Johann Philipp von Beust (de) (1706–1776), général et conseiller de guerre privé, capitaine à Neustadt am Kulm et commandant au château de Plassenburg
- Karl Louis von Beust (de) (1811–1888), ministre d'État saxon-altenbourgeois
- Ole von Beust (né en 1955), premier maire de la ville libre et hanséatique de Hambourg
- Otto von Beust (de) (1799–1864), major général bavarois
- Woldemar von Beust (de) (1818–1898), gouverneur d'arrondissement royal saxon